# 登米市立豊里小学校
登米市立豊里小学校（とめしりつ とよさとしょうがっこう）は宮城県登米市にあった公立小学校である。

## 沿革
- 1889年4月 赤生津村と鴇波村が合併して豊里村となり、竹花尋常小学校を豊里尋常小学校竹花分教場と改称。
- 1910年12月 豊里尋常高等小学校十五貫分教場を新設。
- 1950年4月1日 豊里村が町制施行し、豊里村立から豊里町立豊里小学校と改称。
- 1952年 竹花分校が独立して、豊里町立竹花小学校となり、十五貫分校を移管する。
- 1980年 竹花小学校、鴇波小学校、二ツ屋小学校を統合。
- 2005年4月1日に合併により豊里町が登米市の一部となったために、「豊里町立豊里小学校」から「登米市立豊里小学校」という校名になった。
- 2007年4月、校舎一体型小中一貫教育校の豊里小・中学校としてスタートするため、閉校となった。